# Toshiba Samsung Storage Technology
Toshiba Samsung Storage Technology Corporation (abreviado TSST) fue una empresa conjunta internacional de Toshiba (Japón) y Samsung (Corea del Sur). Toshiba posee el 51% de sus acciones, mientras que Samsung posee el 49% restante. La compañía se especializa en la fabricación de unidades de disco óptico. Fue fundada en 2004.

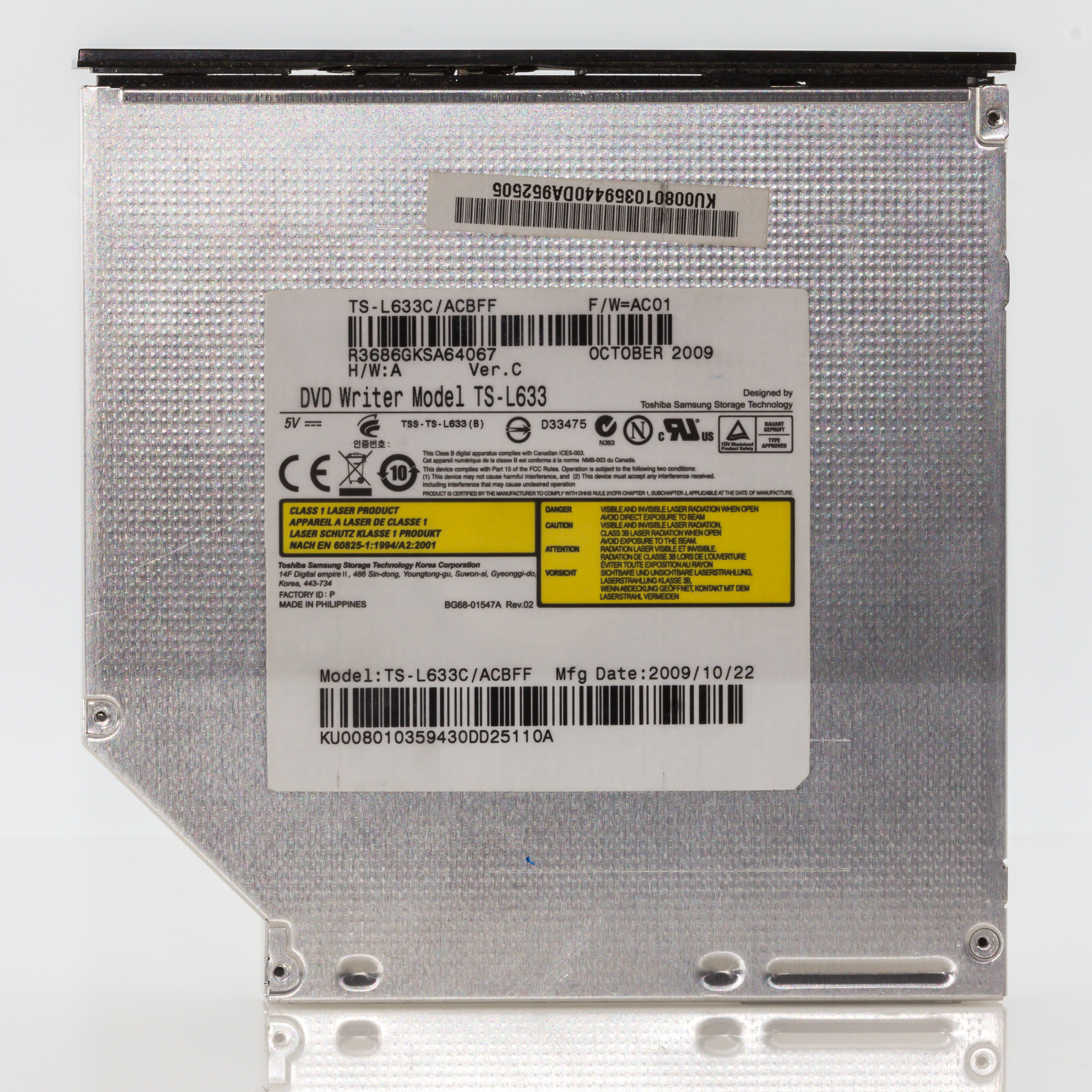
DVD Writer TS-L633

La sede de la empresa se encuentra en Shibaura, Minato, Tokio, Japón con Hiroshi Suzuki como su Presidente y CEO. Su filial, Toshiba Samsung Storage Technology Korea Corporation está localizado en Suwon, Corea del Sur, y es dirigida por Dae Sung Kim.
Cada corporación en Japón y Corea tiene dirección individual. Para las cuestiones de negocios, TSST discute a través de consentimiento mutuo. TSST es actualmente responsable del desarrollo de productos, marketing y ventas, y ha estado tomando ventaja de la red existente de Samsung Electronics y Toshiba para la fabricación y servicio post-venta.
En octubre de 2009, TSST había recibido una citación del Departamento de Justicia de Estados Unidos por posiblemente violar las leyes antimonopolio.